# São Sebastião do Paraíso (gemeente)
São Sebastião do Paraíso is een gemeente in de Braziliaanse deelstaat Minas Gerais. De gemeente telt 64.800 inwoners (schatting 2009).

## Aangrenzende gemeenten
De gemeente grenst aan Capetinga, Fortaleza de Minas, Itamogi, Jacuí, Monte Santo de Minas, Pratápolis, São Tomás de Aquino, Altinópolis (SP), Patrocínio Paulista (SP) en Santo Antônio da Alegria (SP).

## Verkeer en vervoer
De plaats ligt aan de wegen BR-265, BR-491 en MG-050.

## Geboren in São Sebastião do Paraíso
- Antônio Lima dos Santos, "Lima" (1942-2025), voetballer